# 8940 Yakushimaru
8940 Yakushimaru eller 1997 BA2 är en asteroid i huvudbältet som upptäcktes den 29 januari 1997 av den japanska astronomen Takao Kobayashi vid Ōizumi-observatoriet. Den är uppkallad efter den japanska skådespelerskan och sångerskan, Hiroko Yakushimaru.
Asteroiden har en diameter på ungefär 7 kilometer.